# Pterogramma portalense
Pterogramma portalense es una especie de insecto díptero del género Pterogramma de la familia Sphaeroceridae.
Fue descrita en 2004 por Smith y Marshall.